# William Wilson (povestire)
„William Wilson” este o povestire a scriitorului american Edgar Allan Poe, care a fost publicată pentru prima dată în octombrie 1839 în revista Burton's Gentleman's Magazine. Având acțiunea inspirată din anii de formare a lui Poe la o școală din periferia Londrei, această povestire se referă la tema dublurii (doppelgänger) și este scrisă într-un stil bazat pe raționalitate. Ea a apărut, de asemenea, în volumul Tales of the Grotesque and Arabesque (1840) și a fost adaptată pentru teatru și film de mai multe ori.

## Rezumat
Povestea este relatată de un bărbat cu „o descendență nobilă” care-și spune William Wilson deoarece, deși recunoaște că a avut un trecut destrăbălat, el nu acceptă să fie considerat vinovat pentru acțiunile sale, spunând că „niciodată omul nu a mai fost ispitit astfel”. După mai multe paragrafe, narațiunea începe să descrie copilăria lui Wilson, care s-a petrecut într-o școală dintr-un „sat cețos din Anglia”.
William întâlnește în școală un alt băiat cu același nume, care avea aproximativ același aspect și care se născuse chiar în aceeași zi. Numele de William (el susține că numele său real este doar asemănător cu cel de „William Wilson”) îl deranjează pentru că pare „plebeu” sau comun, iar el este iritat că trebuie să-și audă rostit numele de două ori din cauza celuilalt William.
Băiatul se îmbracă la fel ca William, are același mers și chiar arată ca el, dar putea vorbi numai în șoaptă, imitându-l în aproape toate privințele. Tânărul narator începe să-i dea ordine de o natură nespecificată tizului său, care refuză să se supună, respingând „aroganța” băiatului. Într-o noapte el intră pe furiș în dormitorul celuilalt William și observă că fața băiatului a devenit dintr-o dată diferită. Văzând acest lucru, William părăsește îngrozit școala aproape imediat, gestul său fiind urmat în aceeași săptămână și de celălalt băiat.
William urmează apoi cursurile colegiilor Eton și Oxford, devenind treptat tot mai desfrânat și făcând ceea ce el numește „pozne”. De exemplu, el a înșelat la cărți un coleg de școală, câștigând astfel o mare sumă de bani. În acel moment a apărut celălalt William cu fața acoperită, a șoptit câteva cuvinte suficiente pentru a-i preveni pe ceilalți cu privire la comportamentul lui William și a plecat fără ca vreunul dintre cei prezenți să-i vadă fața. În ultima sa escapadă de la un bal mascat din Roma, el a încercat să seducă o femeie căsătorită, dar celălalt William l-a oprit; furiosul William a tras după el dublura care nu-i opunea rezistență - care purta veșminte identice - într-o anticameră și a provocat-o la duel, înjunghiind-o mortal.
Imediat după acest moment, o oglindă mare i-a apărut brusc în față. El a văzut reflectându-se în ea „propria mea înfățișare, dar cu trăsăturile feței de o paloare de moarte și mânjite cu sânge”: aparent dublura sa moartă, „dar nu mai vorbea în șoaptă”. Naratorul simte ca și cum el ar fi pronunțat aceste cuvinte: „Ai învins, iar eu sunt pierdut. Dar de azi înainte ești mort și tu - mort în fața lumii, a cerului și a speranței. Ai trăit doar prin mine, iar acum vezi în moartea mea, vezi în această întruchipare, care e a ta proprie, cât de deplin te-ai omorât pe tine însuți!”.

## Istoricul publicării

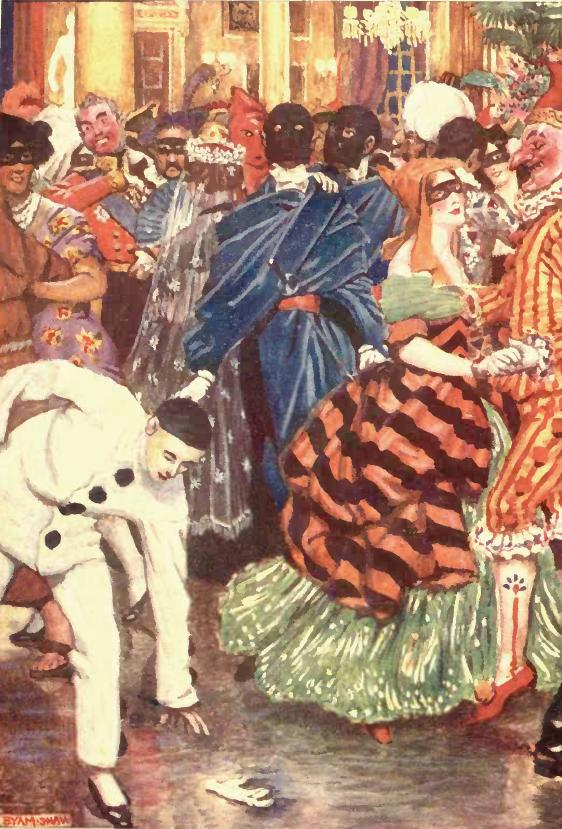
Ilustrație realizată de Byam Shaw pentru o ediție londoneză din 1909.

Povestirea „William Wilson” a fost publicată în ediția din octombrie 1839 a revistei Burton's Gentleman's Magazine, deși apăruse mai devreme în acel an în almanahul The Gift: A Christmas and New Year's Present pentru anul 1840, fără a fi datat însă. Povestirea a fost ulterior tradusă în limba franceză în decembrie 1844 și tipărită în ziarul parizian La Quotidienne în două părți. Aceasta a fost prima publicare a unei scrieri a lui Poe într-o altă limbă decât engleza și a marcat pătrunderea operei lui Poe în Franța.
Prima traducere în limba română a fost publicată anonim în ziarul Viitorul, anul III, 1909, nr. 446-453. O altă traducere a fost realizată de Nicolae Dașcovici și publicată în vol. Povestiri Extraordinare, editat în 1911 de Editura Cartea Românească din București, în Biblioteca „Minerva”, nr. 118. Povestirea a fost tradusă apoi de Ion Vinea și publicată în vol. Scrieri alese (vol. I), editat în 1963 de Editura pentru Literatură Universală din București, fiind reeditată și de alte edituri. O altă traducere a fost realizată de Liviu Cotrău și publicată în volumul Masca Morții Roșii: schițe, nuvele, povestiri (1831-1842), editat în 2012 de Editura Polirom din Iași.

## Context

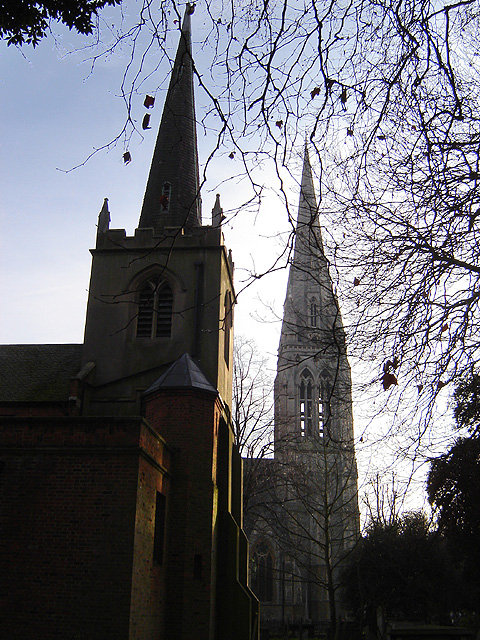
Stoke Newington are două biserici parohiale: St Mary's Old Church (stânga) și New Church (dreapta)

Spațiul în care se petrece acțiunea din „William Wilson” este semi-autobiografic și se referă la șederea lui Poe în Anglia pe când era băiat. „Satul înnegurat din Englitera” descris în povestire este Stoke Newington, acum o suburbie din nordul Londrei. Școala este inspirată de Manor House School din Stoke Newington, unde a învățat Poe între anii 1817 și 1820. Directorul de atunci al lui Poe, reverendul John Bransby, are același nume cu directorul din povestire, însă dobândește acolo demnitatea de „doctor”. Această școală a fost demolată de atunci. Biserica menționată în povestire este inspirată din vechea biserică St. Mary, inițial biserica parohială din Stoke Newington. Această clădire există încă și astăzi. Într-un mod interesant, biserica este descrisă în povestirea lui Poe ca având un turn gotic. Turnul a fost adăugat totuși adevăratei biserici abia în 1829, la nouă ani după ce Poe a părăsit școala și chiar și Londra.
În plus, Poe a recunoscut că ideea unei povestiri despre iritația pe care o simte cineva când întâlnește o altă persoană cu același nume, distrugându-i astfel sentimentul de unicitate, i-a fost inspirată de un articol al lui Washington Irving. La sfârșitul poveștii lui Irving, personajul principal își ucide dublura cu sabia, văzând-și astfel propria față în spatele măștii.

## Analiză
„William Wilson” explorează în mod clar tema dublurii. Acest al doilea sine îl bântuie pe protagonist și îl duce în pragul nebuniei și reprezintă, de asemenea, propria sa nebunie. Potrivit biografului lui Poe, Arthur Hobson Quinn, cel de-al doilea sine reprezintă conștiința. Această diviziune a sinelui este întărită de recunoașterea naratorului că „William Wilson” este de fapt un pseudonim. Numele în sine este o alegere interesantă: fiul voinței („son” of „will”). Cu alte cuvinte, William Wilson a fost ales intenționat pentru a fi purtat și de dublura sa.
Poe a scris povestea foarte atent și cu subtilitate. Propozițiile sunt echilibrate, cu foarte puține adjective, și nu există puține imagini concrete în afară de descrierea școlii lui Wilson. Ritmul este stabilit intenționat ca domol și măsurat cu ajutorul unui stil formal și al unor fraze mai lungi. Mai degrabă decât să creeze un efect poetic sau starea de spirit, așa cum recomandă Poe în „The Philosophy of Composition”, Poe concepe o poveste bazată pe raționalitate și logică.

## Răspuns critic

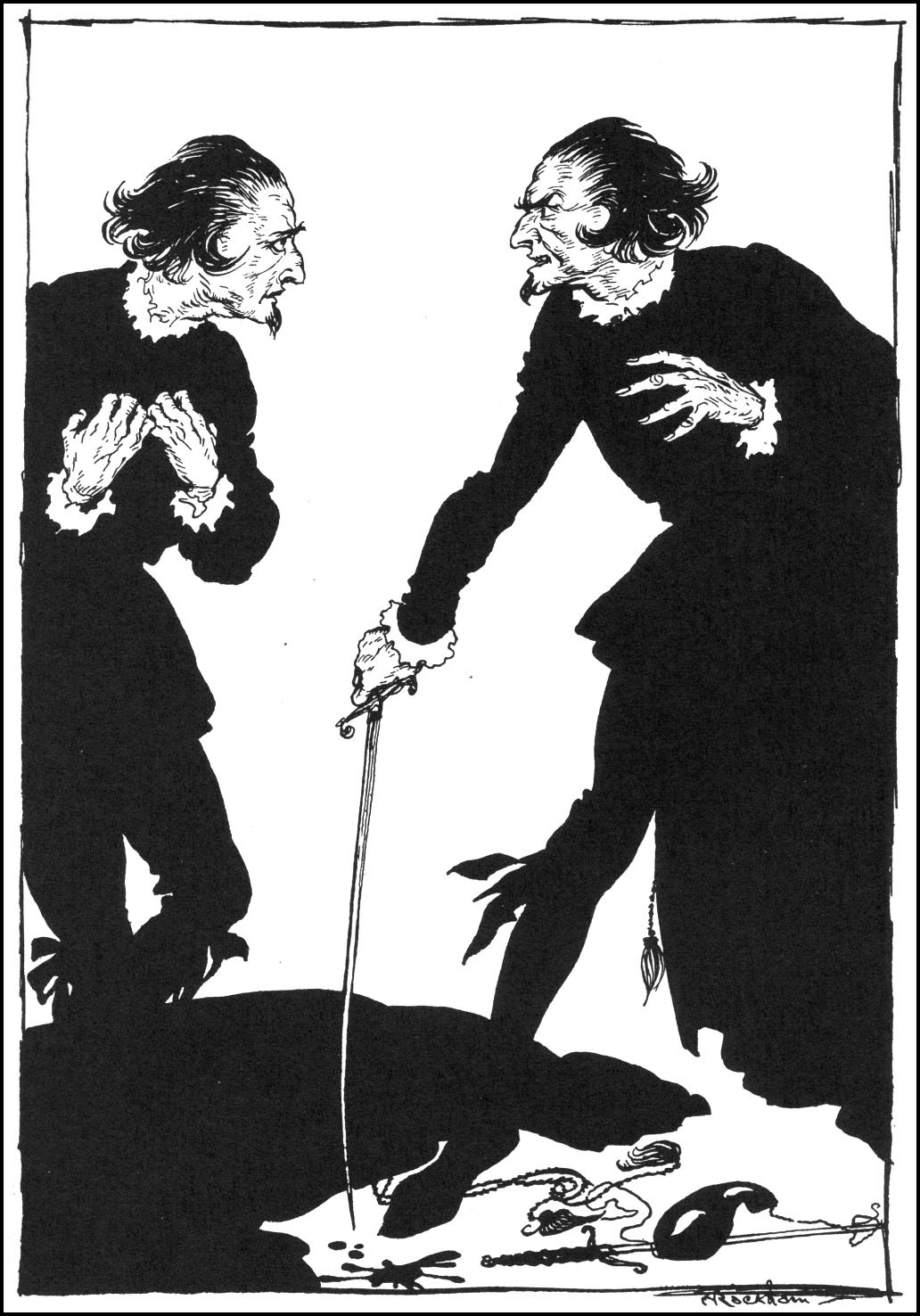
Wilson se confruntă cu „dublura” sa într-o ilustrație realizată de Arthur Rackham în 1935

Când Poe i-a scris lui Washington Irving cerându-i un cuvânt de apreciere, el a cerut în mod expres o părere față de povestirea „William Wilson”, pe care a numit-o „cel mai bun efort al meu”. Irving a răspuns: „Ea este realizată într-un stil extrem de pitoresc, iar interesul singular și misterios este bine susținut de-a lungul ei”. Thomas Mann a spus despre The Double: A Petersburg Poem al lui Fiodor Dostoievski că explorează o temă similară a dublurii, „cu nimic îmbunătățită față de «William Wilson» a lui Edgar Allan Poe, o poveste care tratează același motiv romantic vechi într-un mod mult mai profund pe partea morală și cu mai mult succes în prezentarea temei grave în plan poetic”.

## Adaptări
În 1913, „William Wilson” a fost adaptată în mod liber în The Student of Prague, un film german regizat de Stellan Rye și Paul Wegener și avându-l în rolul principal pe Wegener. O altă versiune a fost realizată în 1926 tot în Germania, aceasta fiind regizată de Henrik Galeen și interpretată de Conrad Veidt. O a treia adaptare germană, realizată în 1935, a fost regizată de Arthur Robison și l-a avut în rolul principal pe Anton Walbrook.
În 1943, „William Wilson” a fost adaptată ca piesă radiofonică pentru The Weird Circle de către Mutual Broadcasting System.
O colaborare franco-italiană a dus la realizarea în 1968 a unui film intitulat Spirits of the Dead sau Histoires extraordinaires. Filmul este compus din trei părți, regizate de Roger Vadim, Louis Malle și Federico Fellini și îi are în rolurile principale pe Alain Delon și Brigitte Bardot. Celelalte două părți au adaptat povestirile „Metzengerstein” și „Never Bet the Devil Your Head” ale lui Poe. El constituie sursa de inspirație a cântecului omonim al formației Smithereens de pe albumul „11” din 1989.
Romanul „The American Boy” al lui Andrew Taylor, în care Edgar Allan Poe este un personaj, are câteva scene inspirate din povestirea „William Wilson”.
Editora Taika din Brazilia a publicat în 1968 o adaptare pentru benzi desenate în Album Classicos De Terror #6. Partea artistică a fost realizată de Osvaldo Talo. Cartea a fost retipărită în Classicos De Terror (seria a II-a) #5 în iunie 1973.
Skywald a publicat în 1974 o adaptare pentru benzi desenate în Nightmare #19 (iunie 1974), adaptată de Al Hewetson, cu desene realizate de Alfonso Font. Ea a fost retipărită de Mehmet K. Benli (Turcia) în Vampirella #3 (25 octombrie 1976) și Vampirella # (1977); și de Eternity Comics în Edgar Allan Poe: The Tell-Tale Heart and Other Stories #1 (iunie 1988).
Ediciones De La Urraca în Argentina a publicat în 1979 o adaptare de benzi desenate în El Pendulo #2 (octombrie 1979). Adaptarea a fost realizată de Guillermo Saccomanno, iar desenele de Alberto Breccia. Ea a fost retipărită de Les Humanoides Associes în Franța, în Le Coeur Revelator (1992 și septembrie 1995), și de Doedyeeditores în Argentina, în El Gato Negro Y Outras Historias (2011).
Bloch Editores din Brazilia a publicat în 1979 o adaptare de benzi desenate în Aventuras Macabras #12 (1979). Adaptarea și desenele au fost realizate de Jose Menezes.